# جوزيف كابل بريكينريدغ جونيور
جوزيف كابل بريكينريدغ جونيور (بالإنجليزية: Joseph Cabell Breckinridge, Jr.)‏ هو ضابط أمريكي، ولد في 6 مارس 1872، وتوفي في 11 فبراير 1898 بسبب غرق.